# Erateina undulina
Erateina undulina là một loài bướm đêm trong họ Geometridae.